# Lauria fanalensis
Lauria fanalensis é uma espécie de gastrópode da família Pupillidae.
É endémica da Macaronésia (Madeira e Canárias).